# Offshore-Windpark Burbo Bank
Der Windpark Burbo Bank ist ein Offshore-Windpark in der Liverpool Bay –„Bucht von Liverpool“, eine Bucht der Irischen See. Der Standort liegt an der Mündung des Mersey, etwa 7 Kilometer vor der Küste von Sefton und Wirral (Nordwest-England). Betrieben wird der Park vom dänischen Energieversorger Dong Energy.

## Geschichte
Burbo Bank gehört zur „Runde I“ des Entwicklungsprogramms für Offshore-Windparks des Crown Estate, die Ende 2000 begann.
Baubeginn war im April 2006. Bereits im Juli 2007 produzierte die erste Windturbine erstmals Strom. Im Oktober 2007 wurde der Windpark offiziell eingeweiht.

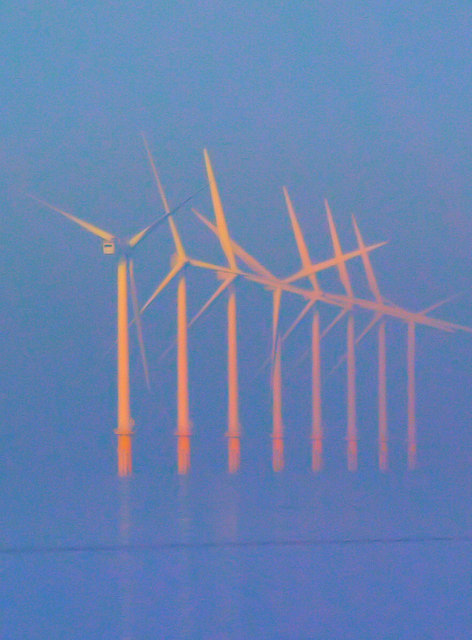
Burbo Bank

## Aufbau (Phase 1)
In der ersten Bauphase des Windparks wurden 25 Windenergieanlagen vom Typ Siemens SWT-3.6-107 mit einem Rotordurchmesser von 107 m und einer installierten elektrischen Leistung von je 3,6 Megawatt errichtet, also insgesamt etwa 90 MW. Die Gondeln mit den Generatoren liegen auf 83,5 m Höhe über dem Meeresspiegel. Die 25 Anlagen sind auf einer Fläche von etwa 10 km² verteilt. Die Bucht hat an dieser Stelle bei Niedrigwasser eine Wassertiefe von 2 bis 8 m. Die elektrische Energie wird über ein 33-kV-Mittelspannungs-Seekabel zu einem Umspannwerk an Land in Wallasey geleitet.
Burbo Bank ist einer von vier Offshore-Windparks in der Bucht von Liverpool: Weiter westlich liegen North Hoyle mit 60 MW und Rhyl Flats mit 90 MW Leistung. Der letzte, wesentlich größere Offshore-Windpark Gwynt y Môr mit 160 Anlagen für 576 MW befindet sich seit Juni 2015 offiziell in Betrieb. An der nahen Küste, auf der Kaimauer des Liverpooler Hafens, liegt außerdem der Onshore-Windpark Seaforth Docks.
Bis Ende des Jahres 2017[veraltet] plante Dong Energy die Integration eines Batterie-Speicherkraftwerks mit einer Leistung von 2 MW im 90-MW-Teil von Burbo Bank. Der Speicher sollte die Stabilität der Netzfrequenz von 50 Hz verbessern.

## Erweiterung
Die Burbo Bank Extension umfasst 32 Windenergieanlagen des Typs MHI Vestas V164 mit einer Nennleistung von insgesamt 256 MW. Im Dezember 2014 erhielt MHI Vestas den endgültigen Auftrag zur Fertigung der Turbinen und zu ihrer Wartung über zunächst fünf Jahre.
Im Juni 2016 begannen die Offshore-Bauarbeiten für die Erweiterung des Windparks. Von September bis Dezember 2016 wurden die 32 Windenergieanlagen vom A2SEA-Errichterschiff Sea Installer aufgestellt. Es waren die ersten kommerziellen Windenergieanlagen für 8 MW, die in einem Offshore-Windpark errichtet wurde. Der Windpark wurde im Mai 2017 offiziell eröffnet.
Beteiligungsstruktur in der Burbo Bank Extension (Stand: 10. Februar 2016):
| Anteil | Anteilseigner                 |
| ------ | ----------------------------- |
| 50 %   | Dong Energy                   |
| 25 %   | Kirkbi                        |
| 25 %   | PKA (dänischer Pensionsfonds) |